# Porrentruy
Porrentruy és un municipi suís del cantó del Jura, cap del districte de Porrentruy, regat per l'Allaine. Es tracta de la segona ciutat en població del cantó.